# NGC 4379
NGC 4379 ist eine elliptische Galaxie vom Hubble-Typ E/S0 im Sternbild Coma Berenices am Nordsternhimmel. Sie ist schätzungsweise 46 Millionen Lichtjahre von der Milchstraße entfernt und hat einen Durchmesser von etwa 30.000 Lichtjahren. Unter der Katalognummer VCC 784 ist sie als Mitglied des Virgo-Galaxienhaufens aufgeführt.

Im selben Himmelsareal befinden sich u. a. die Galaxien NGC 4396, NGC 4421, IC 787, IC 3313.
Das Objekt wurde am 21. März 1784 von dem Astronomen Wilhelm Herschel entdeckt.